# Janko Tipsarević
Janko Tipsarević (serbio: Јанко Типсаревић; 22 de junio de 1984, Belgrado) es un extenista serbio. En su carrera ganó cuatro títulos ATP World Tour, nueve torneos Challenger y  dos Future. También ganó el Abierto de Australia en 2001 como Júnior. Su posición más alta en el ranking de la ATP fue el número 8 del mundo, que alcanzó el 2 de abril de 2012. Tras su retirada en el Abierto de Estados Unidos de 2013 se operó de su lesión y, después de 18 difíciles meses, volvió a la competición en abril de 2015. Se retiró definitivamente en octubre de 2019.

## Carrera
Janko Tipsarevíc empezó a jugar al tenis con seis años, y en 1993, con ocho años, ya jugaba en el New Belgrade Tennis Club con el entrenador ruso Roman Savochkin.
Como Júnior, Janko ganó el Abierto de Australia 2001 y llegó a los cuartos de final del Roland Garros 2001, además de acabar como N.º 2 del ranking Júnior. Ese mismo año debutó con el Equipo Yugoslavo de Copa Davis, ganando tres puntos contra Polonia. La siguiente semana ganó su primer título de Future en su ciudad natal, Belgrado. En 2002 ganó su segundo título en México.
Después de ganar su primer torneo de Challenger en Alemania, debutó en la ATP en Indianápolis en 2003; tras ganar al Serbio Nenad Zimonjić en primera ronda, cayó eliminado ante Yevgeny Kafelnikov. También debutó en un Grand Slam ese año, concretamente en el Abierto de EE. UU., donde tras clasificarse en las rondas previas, fue eliminado en primera ronda por el Nº20 de la clasificación mundial, Mark Philippoussis. Al año siguiente, en 2004, hizo su aparición en Roland Garros y Wimbledon pasando las rondas previas, pero terminó cayendo en la primera ronda de ambos torneos. Ese mismo año volvió a ganar dos Challenger en individuales y otro más en dobles.
Janko jugó 15 torneos ATP en 2005, pasando del Top 100 por primera vez. Este año llegó a la segunda ronda en el Abierto de Australia y en Roland Garros. En Australia perdió contra Dominik Hrbaty, al cual derrotó posteriormente en París. Además llegó a tercera ronda en Wimbledon derrotando a Tommy Haas y a Yen-Hsun Lu, pero perdió contra Thomas Johansson. En dobles ganó el Challenger de Nápoles junto a Jiří Vaněk. También en dobles, llegó a cuartos de final en Umag junto a Novak Đoković y en Vietnam junto a Marcos Baghdatis.
Tipsarevic terminó 2006 como el Nº65 en el ranking, segundo mejor tenista Serbio tras Novak Đoković. Ganó cuatro Challengers más con un récord de 31-8. En el ATP Tour, consiguió llegar a los cuartos de final en Nottingham, donde cayó ante Robin Söderling. Tras esto, en 2007 ganó el Challenger de Zagreb y participó en Roland Garros y Wimbledon, en este último culminó su mejor actuación en un Grand Slam, llegando a la cuarta ronda. Allí cayó contra el español Juan Carlos Ferrero en tres sets.
El Domingo 15 de julio de 2012 le gana el título a Juan Mónaco en 3 sets por 6-4, 5-7 y 6-3 en el Torneo de Stuttgart 2012 ganando su 3º título en su carrera.

## Copa Davis
Tipsarevic ha jugado todos los años la Copa Davis desde el año 2000, en el que debutó con Yugoslavia, más tarde jugó con Serbia y Montenegro y con Serbia. Su récord personal es 20-7 en individuales y 5-1 en dobles.

## Vida privada
Su padre, Pavle, es profesor; su madre, Vesna, ama de casa. Tiene un hermano llamado Veljko. En 2006 completó sus estudios universitarios en gerencia deportiva en Belgrado.

## Títulos (5; 4+1)

### Individuales (4)
| Leyenda                  |
| Grand Slam (0)           |
| ATP World Tour Final (0) |
| ATP Masters 1000 (0)     |
| ATP World Tour 500 (0)   |
| ATP World Tour 250 (4)   |

| N.º | Fecha                 | Torneo       | Superficie    | Oponente en la final | Resultado     |
| --- | --------------------- | ------------ | ------------- | -------------------- | ------------- |
| 1.  | 2 de octubre de 2011  | Kuala Lumpur | Dura (i)      | Marcos Baghdatis     | 6-4, 7-5      |
| 2.  | 23 de octubre de 2011 | Moscú        | Dura (i)      | Viktor Troicki       | 6-4, 6-2      |
| 3.  | 15 de julio de 2012   | Stuttgart    | Tierra batida | Juan Mónaco          | 6-4, 5–7, 6-3 |
| 4.  | 6 de enero de 2013    | Chennai      | Dura          | Roberto Bautista     | 3-6, 6-1, 6-3 |

### Finalista en individuales (7)
| Leyenda                  |
| Grand Slam (0)           |
| ATP World Tour Final (0) |
| ATP Masters 1000 (0)     |
| ATP World Tour 500 (0)   |
| ATP World Tour 250 (7)   |

| N.º | Fecha                 | Torneo           | Superficie    | Oponente en la final  | Resultado               |
| --- | --------------------- | ---------------- | ------------- | --------------------- | ----------------------- |
| 1.  | 19 de octubre de 2009 | Moscú            | Dura (i)      | Mijaíl Yuzhnyy        | 7-6(4), 0-6, 4-6        |
| 2.  | 19 de junio de 2010   | 's-Hertogenbosch | Hierba        | Sergiy Stajovski      | 3-6, 0-6                |
| 3.  | 27 de febrero de 2011 | Delray Beach     | Dura          | Juan Martín del Potro | 4-6, 4-6                |
| 4.  | 18 de junio de 2011   | Eastbourne       | Hierba        | Andreas Seppi         | 6-7(5), 6-3, 3-5 y ret. |
| 5.  | 30 de octubre de 2011 | San Petersburgo  | Dura (i)      | Marin Čilić           | 3-6, 6-3, 2-6           |
| 6.  | 8 de enero de 2012    | Chennai          | Dura          | Milos Raonic          | 7-6(4), 6-7(4), 6-7(4)  |
| 7.  | 22 de julio de 2012   | Gstaad           | Tierra batida | Thomaz Bellucci       | 7-6(2), 4-6, 2-6        |

### Dobles (1)
| Leyenda                |
| Grand Slam (0)         |
| Tennis Masters Cup (0) |
| ATP Masters Series (0) |
| ATP Tour (1)           |

| N.º | Fecha              | Torneo  | Superficie | Pareja       | Oponentes en la final    | Resultado |
| --- | ------------------ | ------- | ---------- | ------------ | ------------------------ | --------- |
| 1.  | 8 de enero de 2012 | Chennai | Dura       | Leander Paes | Jonathan Erlich Andy Ram | 6-4, 6-4  |

### Finalista en dobles (3)
| N.º | Fecha                 | Torneo  | Superficie    | Pareja         | Oponentes en la final              | Resultado  |
| --- | --------------------- | ------- | ------------- | -------------- | ---------------------------------- | ---------- |
| 1.  | 10 de enero de 2010   | Chennai | Dura          | Yen-Hsun Lu    | Marcel Granollers Santiago Ventura | 5-7, 2-6   |
| 2.  | 24 de octubre de 2010 | Moscú   | Dura (i)      | Viktor Troicki | Igor Kunitsyn Dmitri Tursúnov      | 6-7(8) 3-6 |
| 3.  | 20 de mayo de 2012    | Roma    | Tierra batida | Łukasz Kubot   | Marcel Granollers Marc López       | 3-6, 2-6   |

## Clasificación en torneos del Grand Slam
| Torneo                | 2003 | 2004 | 2005 | 2006 | 2007 | 2008 | 2009 | 2010 | 2011 | 2012 | 2013 | 2014 | G-P   | Títulos |
| --------------------- | ---- | ---- | ---- | ---- | ---- | ---- | ---- | ---- | ---- | ---- | ---- | ---- | ----- | ------- |
| Australian Open       | -    | -    | 2r   | 2r   | 1r   | 3r   | 2r   | 2r   | 2r   | 3r   | 4r   | -    | 12-9  | 0       |
| Roland Garros         | -    | 1r   | 2r   | 1r   | 3r   | 1r   | 3r   | 1r   | 3r   | 4r   | 3r   |      | 12-10 | 0       |
| Wimbledon             | -    | 1r   | 3r   | 1r   | 4r   | 4r   | 2r   | 1r   | 1r   | 3r   | 1r   |      | 12-10 | 0       |
| US Open               | 1r   | 1r   | 1r   | -    | 2r   | 1r   | 1r   | 3r   | CF   | CF   | 4r   |      | 14-10 | 0       |
| ATP World Tour Finals | -    | -    | -    | -    | -    | -    | -    | -    | RR   | RR   | -    |      | 1-4   | 0       |

## Títulos deChallengersyFutures(15)

### Individuales (12)
| Leyenda          |
| Challengers (10) |
| Futures (2)      |

| No. | Fecha                   | Torneo           | Superficie    | Oponente en la final   | Resultado        |
| 1.  | 21 de mayo de 2001      | Belgrado         | Tierra batida | Rubén Ramírez Hidalgo  | 6-2, 4-6, 6-3    |
| 2.  | 11 de noviembre de 2002 | Ciudad de México | Dura          | Lázaro Navarro         | 6-1, 6-3         |
| 3.  | 30 de junio de 2003     | Zell             | Tierra batida | Jan Frode Andersen     | 7-6(1), 5-7, 6-4 |
| 4.  | 20 de octubre de 2003   | Torrance         | Dura          | Zack Fleishman         | 6-4, 6-3         |
| 5.  | 3 de mayo de 2004       | Ostrava          | Tierra batida | Peter Luczak           | 6-3, 7-6(5)      |
| 6.  | 26 de julio de 2004     | Belo Horizonte   | Tierra batida | Ricardo Mello          | 6-4, 5-7, 6-4    |
| 7.  | 13 de febrero de 2006   | Belgrado         | Carpeta       | Tomáš Cakl             | 6-4, 4-1 ret.    |
| 8.  | 14 de agosto de 2006    | Samarcanda       | Tierra batida | Edouard Roger-Vasselin | 6-3, 6-2         |
| 9.  | 21 de agosto de 2006    | Bujará           | Dura          | Rohan Bopanna          | 6-2, 6-4         |
| 10. | 2 de octubre de 2006    | Mons             | Dura          | Alex Bogdanovic        | 6-4, 1-6, 6-2    |
| 11. | 14 de mayo de 2007      | Zagreb           | Tierra batida | Julio Silva            | 3-6, 6-3, 6-3    |
| 12. | 5 de octubre de 2009    | Mons             | Dura (i)      | Sergiy Stajovski       | 7-6(4), 6-3      |

### Dobles (3)
| Leyenda         |
| Challengers (3) |

| No. | Fecha               | Torneo  | Superficie    | Pareja        | Oponentes en la final           | Resultado     |
| 1.  | 31 de mayo de 2004  | Fürth   | Tierra batida | Adrián García | Simon Aspelin / Graydon Oliver  | 6-4, 6-4      |
| 2.  | 7 de junio de 2004  | Weiden  | Tierra batida | Lovro Zovko   | Mariano Delfino / Patricio Rudi | 6-4, 7-6(6)   |
| 3.  | 25 de marzo de 2005 | Nápoles | Tierra batida | Jiří Vaněk    | Massimo Bertolini / Uros Vico   | 3-6, 6-4, 6-2 |